# Plocancistrocerus cooperi
Plocancistrocerus cooperi är en stekelart som beskrevs av Vecht i.sch. Plocancistrocerus cooperi ingår i släktet Plocancistrocerus och familjen Eumenidae. Inga underarter finns listade i Catalogue of Life.